# Talsperre Guernsey
Die Talsperre Guernsey (englisch Guernsey Dam) ist eine Talsperre mit Wasserkraftwerk im Platte County, Bundesstaat Wyoming, USA. Sie staut den North Platte River zu einem Stausee (englisch Guernsey Reservoir) auf. Die Talsperre befindet sich ungefähr 40 km (25 miles) flussabwärts der Talsperre Glendo und ca. 15 km nordöstlich der Stadt Fort Laramie. Die Talsperre und der Stausee liegen im Guernsey State Park.
Die Errichtung eines Staudamms bei Guernsey wurde erstmals 1915 in Betracht gezogen. Die Bewilligung durch den Kongress erfolgte aber erst 1924. Mit dem Bau der Talsperre wurde im Mai 1925 begonnen. Sie wurde im Juli 1927 fertiggestellt. Der Bau des zugehörigen Wasserkraftwerks wurde 1928 abgeschlossen. Die Talsperre ist im Besitz des United States Bureau of Reclamation (USBR) und wird auch vom USBR betrieben.

## Absperrbauwerk
Das Absperrbauwerk ist ein Erdschüttdamm mit einer Höhe von 41 m (135 ft) über der Gründungssohle. Die Dammkrone liegt auf einer Höhe von 1350 m (4430 ft) über dem Meeresspiegel. Die Länge der Dammkrone beträgt 171 m (560 ft). Die Hochwasserentlastung befindet sich auf der linken Seite des Damms. Über sie können maximal 1472 m³/s (52.000 cft/s) abgeleitet werden.

## Stausee
Beim normalen Stauziel von 1347 m (4420 ft) erstreckt sich der Stausee über eine Fläche von rund 9,7 km² (2400 acres) und fasst 91 Mio. m³ (73.810 acre-feet) Wasser. Der Stauraum wurde aber im Laufe der Zeit durch Sedimentablagerungen beträchtlich reduziert.

## Kraftwerk
Das Kraftwerk befindet sich am Fuß der Talsperre auf der rechten Flussseite. Die installierte Leistung beträgt 6,4 MW. Die installierte Leistung lag ursprünglich bei 4,8 MW; von 1992 bis 1994 wurde eine Leistungssteigerung durchgeführt. Die durchschnittliche Jahreserzeugung liegt bei rund 12 Mio. kWh. Die zwei Francis-Turbinen des Kraftwerks leisten jede maximal 3,2 MW. Die Fallhöhe wird mit 21 bzw. 28 m (70 bzw. 92 ft) angegeben.